# Список картин Юдит Лейстер

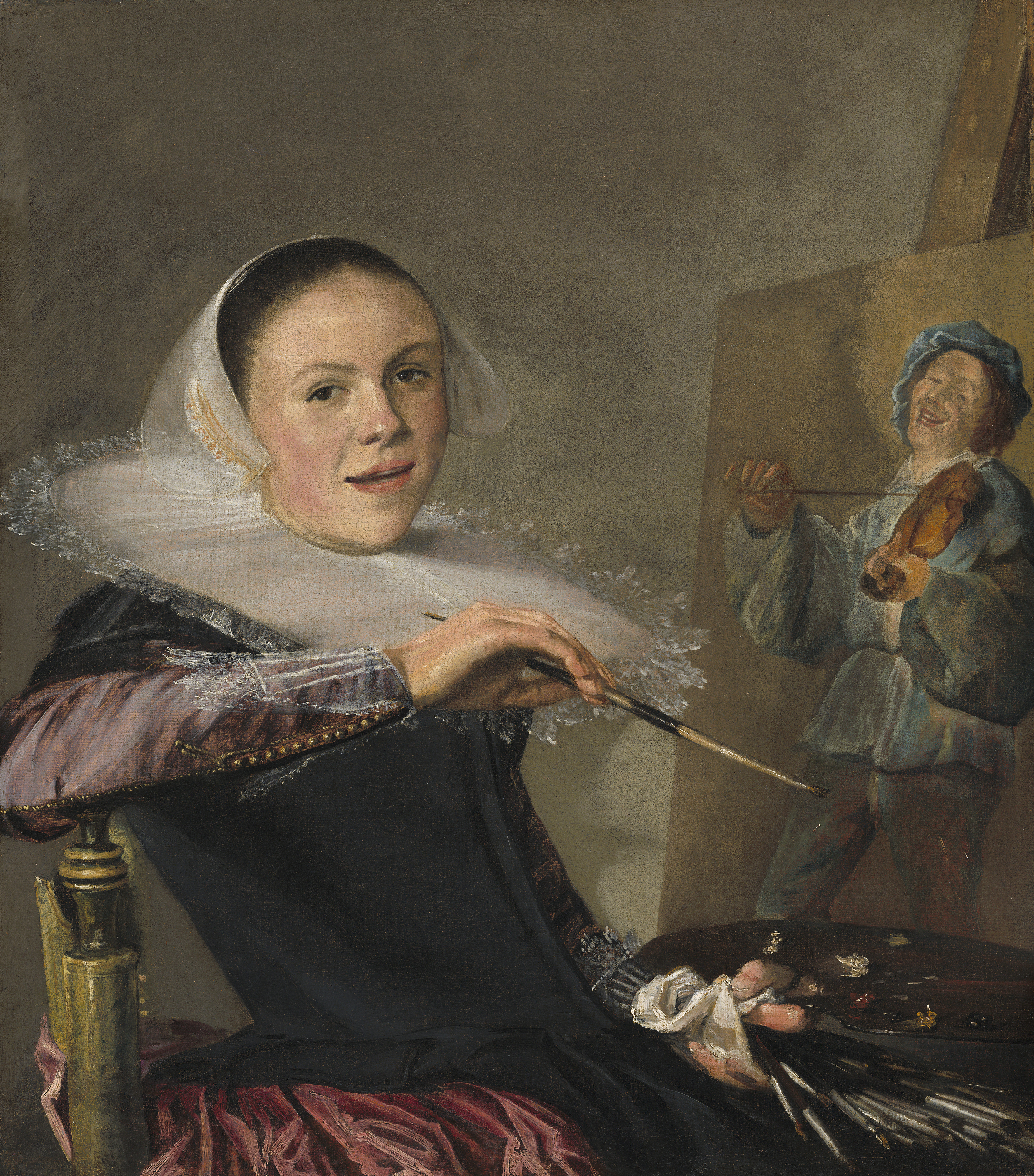
Юдит Лейстер, «Автопортрет» (1630)

Юдит Лейстер — голландська художниця, яка створювала картини та малюнки, що згодом були відмічені провідними митцями, дослідниками історії мистецтва та поціновувачами. На час своєї творчості, що припала на початок та середину XVII століття, Лейстер була єдиною жінкою членкинею художньої гільдії Св. Луки в місті Гарлем. Через неправильну атрибуцію відомості про неї були відсутні аж до XIX століття, а роботи її авторства приписувалися Яну Мінзе Моленару, Франсу Галсу, Яну Галсу. Лейстер малювала портрети, жанрові картини та натюрморти. Її картини зберігаються в провідних музеях світу, але більшість — у приватних колекціях.
Першовідкривачем її творчості й дослідником, що розпочав широкомасштабну кампанію з пошуку та атрибуції картин, був голландський історик, мистецтвознавець, директор інституту історії мистецтв Нідерландів — Корнеліс Гофстед де Ґрот. У 1893 році він досліджував картину «Щаслива пара», щоб підтвердити авторство Галса, яке було поставлено під сумнів її власником. Під шаром фарби, на якій були ініціали Франса Галса, він виявив підпис Юдит Лейстер. Потім де Грот дослідив інші роботи й відніс загалом сім картин до її творчості. Результати своєї роботи він надрукував в журналі «Jahrbuch der Königlich Preussischen Kunstsammlungen» в 1893 році.
Лейстер залишила після себе невелику художню спадщину — 20 картин, що офіційно віднесені до її авторства та 3, де авторство сумнівне. Дослідження та підтвердження авторства її картин стало доступним завдяки роботі інституту історії мистецтв Нідерландів. Ця організація забезпечує всесвітній доступ до результатів дослідження та інформацію про нідерландське мистецтво в міжнародному контексті, як для музеїв, так і для академічної спільноти й громадськості.
Нижченаведений список містить відомості про картини, що мають безсумнівну та сумнівну атрибуцію, а також ті, які певний час приписувалися Лейстер. Роботи розподілені в хронологічній послідовності.

### Безсумнівна атрибуція
| №  | Назва | Рік              | Розмір та матеріал                    | Місцезнаходження                                 | Зображення |               |
| -- | --- | ---------------- | ------------------------------------- | ------------------------------------------------ | ---------- | ------------- |
| 1  | Дівчинка з солом'яною шапкою (нід. Meisje met strohoed)                                                                                               | 1624—1660        | 35,5 × 30,5 см. Панель, олійні фарби  | Fondation Rau pour le Tiers-Monde, Цюрих         |            | [ 9 ]         |
| 2  | Двоє дітей з котом (нід. Twee kinderen met een kat)                                                                                                   | 1624—1660        | 61 × 52 см. Полотно, олійні фарби     | приватна колекція                                |            | [ 10 ]        |
| 3  | Натюрморт з кошиком, наповненим фруктами між олов'яним кухелем та келихом (нід. Stilleven met een mand vol fruit tussen een tinnen kan en een roemer) | 1624—1660        | 68 × 62.6 см. Полотно, олійні фарби   | приватна колекція                                |            | [ 11 ] [ 12 ] |
| 4  | Автопортрет Юдит Лейстер (1609-1660) (нід. Zelfportret van Judith Leyster (1609-1660))                                                                | 1625—1649        | 72.3 × 65.3 см. Полотно, олійні фарби | Національна галерея мистецтва, Вашингтон         |            | [ 13 ] [ 14 ] |
| 5  | Хлопчик, що посміхається з виноградом в капелюсі (нід. Lachende jongen met druiven in zijn hoed)                                                      | 1629 (1625—1635) | 25 × 21 см. Панель, олійні фарби      | приватна колекція (Manson & Woods Christie)      |            | [ 15 ]        |
| 6  | Остання крапля (нід. De laatste druppel) | 1629 (1627—1631) | 89 × 73.7 см. Полотно, олійні фарби   | Музей мистецтв Філадельфії, Філадельфія          |            | [ 16 ] [ 17 ] |
| 7  | Компанія, що грає музику та п'є в інтер'єрі (нід. Musicerend en drinkend gezelschap in een interieur)                                                 | 1629 (1627—1631) | 72 × 60.3 см. Полотно, олійні фарби   | приватна колекція (продана за 1,808,750 £)       |            | [ 18 ] [ 19 ] |
| 8  | Веселий чоловік з глечиком та трубкою (нід. Vrolijke man met een tinnen kan en een pijp)                                                              | 1629 (1627—1631) | 74 × 59 см. Полотно, олійні фарби     | Берлінська картинна галерея, Берлін              |            | [ 20 ] [ 21 ] |
| 9  | Серенада (нід. De melkmeid) | 1629             | 45.5 × 35 см. Полотно, олійні фарби   | Рейксмузей, Амстердам                            |            | [ 22 ] [ 23 ] |
| 10 | Веселий пияка (нід. De vrolijke drinker) | 1629             | 89 × 85 см. Полотно, олійні фарби     | Рейксмузей, Амстердам                            |            | [ 24 ] [ 25 ] |
| 11 | Елегентна пара, що п'є та грає музику (нід. Elegant drinkend en musicerend paar)                                                                      | 1630             | 63 × 60 см. Панель, олійні фарби      | Лувр, Париж                                      |            | [ 26 ] [ 27 ] |
| 12 | Молода жінка з лютнею (нід. Jonge vrouw met een luit)                                                                                                 | 1631 (1630—1632) | 32.1 × 22.7 см. Панель, олійні фарби  | Картина виставлена на аукціоні Крістіз           |            | [ 28 ] [ 29 ] |
| 13 | Компанія, що курить та грає при свічці (нід. Rokend en triktrakspelend gezelschap bij kaarslicht)                                                     | 1631 (1630—1632) | 40 × 32 см. Панель, олійні фарби      | Вустерський музей мистецтв, Вустер               |            | [ 30 ] [ 31 ] |
| 14 | Інтер'єр з чоловіком, що пропонує гроші молодій жінці (нід. Interieur met man die jonge vrouw geld aanbiedt)                                          | 1631             | 30.9 × 24.2 см. Панель, олійні фарби  | Мауріцгейс, Гаага                                |            | [ 32 ] [ 33 ] |
| 15 | Обличчя (нід. Het gezicht) | 1631—1633        | 31 × 21 см. Панель, олійні фарби      | приватна колекція                                |            | [ 34 ]        |
| 16 | Портрет парубка (нід. Portret van een jongen) | 1632 (1632—1660) | 16.7 × 16.2 см. Панель, олійні фарби  | Національний музей Швеції, Стокгольм             |            | [ 35 ] [ 36 ] |
| 17 | Компанія, що грає музику (нід. Musicerend gezelschap)                                                                                                 | 1633 (1631—1635) | 59.6 × 86.3 см. Полотно, олійні фарби | Національний музей жіночого мистецтва            |            | [ 37 ] [ 38 ] |
| 18 | Хлопчик, що грає на флейті (нід. Fluitspelende jongen)                                                                                                | 1635 (1630—1640) | 73 × 62 см. Полотно, олійні фарби     | Національний музей Швеції, Стокгольм             |            | [ 39 ] [ 40 ] |
| 19 | Двоє дітей з кішкою та веретельницею ламкою (нід. Twee kinderen met een kat en een hazelworm)                                                         | 1635 (1630—1640) | 59.6 × 48.2 см. Панель, олійні фарби  | Національна галерея, Лондон                      |            | [ 41 ] [ 42 ] |
| 20 | Портрет чоловіка (нід. Portret van een man) | 1635 (1633—1637) | 68.5 × 56.5 см. Полотно, олійні фарби | приватна колекція (картина продана за 156,500 £) |            | [ 43 ]        |

### Сумнівна атрибуція
| № | Назва | Рік              | Розмір та матеріал                   | Місцезнаходження                                 | Зображення |        |
| - | --- | ---------------- | ------------------------------------ | ------------------------------------------------ | ---------- | ------ |
| 1 | Хлопчик та дівчинка за грою в кольвін (нід. Een jongetje en een meisje bij het kolfspel) Картина вважаться роботою групи художників наближених до Юдит Лейстер. | 1625—1660        | 29 × 20.5 см. Панель, олійні фарби   | приватна колекція                                |            | [ 44 ] |
| 2 | Нерівне кохання(нід. Ongelijke liefde) Картина довгий час вважалася роботою Яна Бокгорста. З 1989 року її можливим автором вважається Юдит Лейстер. | 1631 (1629—1633) | 81 × 65 см. Полотно, олійні фарби    | Національна галерея старовинного мистецтва, Рим  |            | [ 45 ] |
| 3 | Портрет жінки, ймовірний автопортрет Юдит Лейстер (1609—1660) (нід. Portret van een vrouw, mogelijk zelfportret van Judith Leyster (1609—1660)) Картина була виставлена 08 грудня 2016 на аукціоні Крістіз, як робота Юдит Лейстер. Однак, історик мистецтв та спеціаліст з голландського живопису XVII століття Пітер Бісбоер піддав сумніву атрибуцію. | 1640—1650        | 30.9 × 21.9 см. Панель, олійні фарби | приватна колекція (картина продана за 485,000 £) |            |        |

### Атрибуція не підтвердилася
| № | Назва | Рік                | Розмір та матеріал                | Місцезнаходження                     | Зображення |        |
| - | --- | ------------------ | --------------------------------- | ------------------------------------ | ---------- | ------ |
| 1 | Гераклітус (нід. Heraclitus) Картина довгий час вважалася роботою Юдит Лейстер. З листопада 1996 року її автором вважається Йоганес Морельсе | 1610—-1650         | 78.5 × 55 Панель, олійні фарби    | Галерея Фішера, Люцерн               |            | [ 48 ] |
| 2 | Гравець на віолончелі (нід. Cello spelende man) Авторство Юдит Лейстер не підтверджено. Картина вважається роботою учнів її художньої майстерні. Була виставлена на аукціоні Сотбі 26 січня 2012 року.                                                                          | 1624—1660          | 80.2 × 68.5 полотно, олійні фарби | приватна колекція                    |            | [ 50 ] |
| 3 | Веселий п'яниця (нід. Vrolijke drinker) Картина довгий час вважалася роботою Юдит Лейстер. З 1993 року її автором вважається Герріт ван Гонтгорст. | 1628 (1625—- 1630) | 79.5 × 69.3 Панель, олійні фарби  | Державна картинна галерея (Карлсруе) |            | [ 51 ] |
| 4 | Інтер'єр зі сплячим хлопчиком біля каміну та молодою жінкою з дитиною на колінах (нід. Interieur met slapende jongen bij de haard en jonge vrouw met een kind op schoot) Картина довгий час вважалася роботою Юдит Лейстер. З 2001 року її автором вважається Ян Мінзе Моленар. | 1633 (1632—- 1634) | 40 × 30.1 Панель, олійні фарби    | місцезнаходження картини невідоме    |            | [ 52 ] |